# Molly Cramer
Pour les articles homonymes, voir Cramer.
Molly Cramer (née le 25 juin 1852 à Hambourg, morte le 18 janvier 1936) est une artiste peintre allemande de paysages, de portraits et de natures mortes. Formée dans la tradition de la peinture hollandaise, elle se tourne vers l'impressionnisme vers la fin de sa vie.

## Biographie
Molly Cramer est issue d'une riche famille de marchands hambourgeois. Elle a pu commencer sa formation de peintre - avec sa sœur, la peintre Helene Cramer (en) - qu'en 1882, après la mort de son père. Son premier professeur est le dessinateur hambourgeois Johann Theobald Riefesell (de), suivi des peintres Carl Rodeck (en) et Hinrich Wrage. En 1890, elle se rend à Anvers chez Eugène Joors qui lui enseigne dans la tradition de l'école flamande. Elle a surtout peint des natures mortes de fleurs pour lui. 
De retour à Hambourg, elle acquiert la reconnaissance du directeur de la Kunsthalle Alfred Lichtwark en tant que peintre de fleurs et de fruits. Entièrement dans son esprit, elle se préoccupe principalement de la flore locale, au lieu de reproduire le bouquet Makart qui est devenu une formule vide. 
À partir de 1898, l'artiste se tourne vers de nouveaux sujets et travaille sur les paysages et les portraits. Stylistiquement, elle s'occupe maintenant de l'impressionnisme. Pourtant, la nature morte de fleurs reste au centre de son travail. 
Grâce à l'intermédiation de Lichtwark, elle fait la connaissance des jeunes peintres hambourgeois tels que Ernst Eitner, Arthur Illies et Paul Kayser (en), qui se sont réunis pour former le Hamburgischer Künstlerklub (de) à partir de 1897. Les deux sœurs Cramer ont ensuite exposé avec eux, mais n'ont pas rejoint l'association d'artistes. 
En retour, la maison des sœurs Cramer devient un point de rencontre pour les artistes et les amateurs d'art. Molly Cramer soutient également les jeunes peintres en achetant ses œuvres et en finançant les voyages d'études d'Ernst Eitner. 
Les œuvres de Molly Cramer font régulièrement l'objet de grandes expositions allemandes, comme au palais des glaces de Munich et lors des grandes expositions d'art de Berlin. Entre 1893 et 1908, elle expose chaque année à Berlin, toujours avec sa sœur Hélène. L'artiste a également des expositions à Moscou, Budapest, Londres et Chicago, entre autres. 
Quatre ans après la mort d'Hélène, elle rejoint la communauté d'artistes de Hambourg en 1920. Vers la fin de sa vie, elle doit accepter une baisse du niveau de vie, si bien qu'elle est contrainte de vendre des tableaux de sa collection. Elle vit finalement avec un parent plus jeune et est décédée le 18 janvier 1936 à Hambourg. Les pierres tombales d'Hélène et de Molly Cramer se trouvent dans le jardin des femmes du cimetière d'Ohlsdorf à Hambourg. 